# Ludwig Wenzel Lachnith
Ludwig Wenzel Lachnith (Praga, 7 luglio 1746 – Parigi, 3 ottobre 1820) è stato un musicista e compositore boemo.

## Biografia
Venne influenzato dalla musica di Franz Joseph Haydn e Ignace Pleyel ed è noto per aver composto l'opera Les Mystères d'Isis, adattamento da Il flauto magico di Wolfgang Amadeus Mozart su libretto di Étienne Morel de Chédeville. Il compositore e scrittore Hector Berlioz scrisse una diatriba nella sua autobiografia.